# 航空機燃料税
航空機燃料税（こうくうきねんりょうぜい）とは、航空機燃料税法（昭和47年3月31日法律第7号）に基づいて課される日本の租税である。

## 概要
課税物件は航空機燃料である（航空機燃料税法3条）。納税義務者は、航空機の所有者や使用者など（国・地方公共団体を除く。）として規定されている（航空機燃料税法4条から6条まで）。税率は航空機に積み込まれた航空機燃料1キロリットルにつき26,000円が原則であるが（航空機燃料税法11条）、訪日外国人旅行者（インバウンド）需要を地方にも波及させることを目的として、2011年4月1日から2028年3月31日までの間に航空機に積み込まれる航空機燃料については18,000円である（租税特別措置法90条の8）。税収の13分の2（2022年4月1日から2024年3月31日までの間は13分の4、2024年4月1日から2025年3月31日までの間は9分の2）は、航空機燃料譲与税法の規定により、航空機燃料譲与税として空港関係市町村及び空港関係都道府県に対して譲与される。
2021年度税制改正では、新型コロナウィルス対策として同年度限りの措置として9,000円にまで引き下げた。
2022年度以降については、1キロリットルにつき18,000円。
航空機燃料税は、税収の13分の2（2022年4月1日から2024年3月31日までの間は13分の4、2024年4月1日から2025年3月31日までの間は9分の2）が航空機燃料譲与税として、地方空港の整備などに充てるため自治体に配分されている。
この場合の航空機とは、人が乗って航空の用に供することができる飛行機、回転翼航空機、飛行船、発動機を有する滑空機である（航空機燃料税法2条1号、航空機燃料税法施行令2条）。従って、ドローンのような無人のものの燃料は対象外である。
そのうえで、航空機燃料とは、航空機の燃料用に供される炭化水素油（炭化水素とその他の物との混合物又は単一の炭化水素を含む。）とされる（航空機燃料税法2条2号）ので、ジェット燃料のほか、回転翼航空機及び飛行船の燃料も含まれる。
国際便の燃料には課税されない（航空機燃料税法8条1項）ほか、揮発油税の対象である場合も課税されない（同条2項）。
原則として、航空機燃料税の納税地は航空機燃料の積込みの場所と規定されているが、申請をして国税庁長官の承認を受けたときは、その承認を受けた場所を納税地とする納税地特例が認められている（航空機燃料税法9条1項）｡
このため、大半の航空機はその購入時点などにおいて、納税地の承認を受けておいて、どこで給油しても一箇所で納税手続ができるようにすることが一般化している。
なお、沖縄路線航空機、離島路線航空機については税率その他において特例が定められている（租税特別措置法90条の8の2、90条の9）。

## 税収の推移
財務省の統計を参照（単位:百万円）
- 財務省の統計[1]を参照（単位:100万円。単位未満切捨て）。決算ベース。総額は一般会計分と地方譲与分となる。
- 令和 4年度 45,487 内地方譲与分 13,996
- 令和 3年度 45,011 内地方譲与分 14,663
- 令和 2年度 10,957 内地方譲与分02,435
- 令和元年度 65,317 内地方譲与分14,515
- 平成30年度 67,707 内地方譲与分15,046
- 平成29年度 67,136 内地方譲与分14,919
- 平成28年度 66,037 内地方譲与分14,675
- 平成27年度 65,972 内地方譲与分14,660
- 平成26年度 66,973 内地方譲与分14,883
- 平成25年度 67,099 内地方譲与分14,911
- 平成24年度 63,463 内地方譲与分14,103
- 平成23年度 59,460 内地方譲与分13,213
- 平成22年度 88,555 内地方譲与分13,624
- 平成21年度 93,678 内地方譲与分14,412
- 平成20年度 98,774 内地方譲与分15,196
- 平成19年度104,046 内地方譲与分16,007
- 平成18年度106,946 内地方譲与分16,453
- 平成17年度104,696 内地方譲与分16,107
- 平成16年度104,007 内地方譲与分16,001
- 平成15年度107,486 内地方譲与分16,536
- 平成14年度106,484 内地方譲与分16,382
- 平成13年度101,401 内地方譲与分16,062
- 平成12年度104,048 内地方譲与分16,007
- 平成11年度103,101 内地方譲与分15,862
- 平成10年度106,472 内地方譲与分16,380
- 平成 9年度103,931 内地方譲与分15,989